# Transformare geometrică
În matematică, o transformare geometrică este o noțiune similară cu operație algebrică, în care operanzii sunt elemente geometrice. Este o bijecție a unei mulțimi pe sine (sau pe o altă astfel de mulțime) cu caracteristici geometrice importante. Mai precis, este o funcție al cărei domeniu și interval sunt mulțimi de puncte — cel mai adesea ambele din {\displaystyle \mathbb {R} ^{2}} sau ambele din {\displaystyle \mathbb {R} ^{3}} — astfel încât funcția să fie injectivă și funcția inversă să existe. Studiul geometriei poate fi abordat prin studiul acestor transformări care sunt utilizate ca operații matematice în construirea diferitelor forme geometrice. Inițierea acestei abordări se datorează matematicianului sovietic Andrei Kolmogorov.
Exemple: rotație, translație etc.
Geometria modernă utilizează masiv această noțiune.

## Clasificări
Transformările geometrice pot fi clasificate în funcție de numărul operanzilor (deosebind astfel, de exemplu, transformările din plan și transformările din spațiul tridimensional). De asemenea, ele pot fi clasificate în funcție de proprietățile pe care le conservă:
- Deplasările[4] conservă distanțele și unghiurile orientate (de exemplu translațiile[4]);[5]
- Izometriile conservă distanțele și unghiurile (de exemplu transformările euclidiene);[6][7]
- Asemănările conservă unghiurile și raporturile dintre distanțe (de exemplu scalările[4]);[8]
- Transformările afine⁠(d) conservă paralelismul (de exemplu scalările, forfecările[4]);[7][9]
- Transformările proiective⁠(d) conservă coliniaritatea;[10]

Fiecare dintre aceste clase o conține pe cea anterioară.
- Transformările Möbius, care utilizează coordonate în planul complex (precum și inversiunea față de cerc⁠(d)), păstrează mulțimea tuturor dreptelor și cercurilor, dar pot interschimba drepte și cercuri.

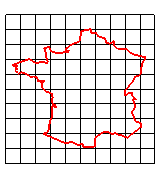
Imaginea inițială (harta Franței)
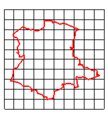
Izometrie
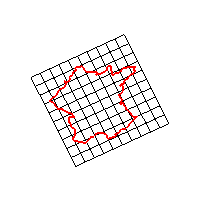
Asemănare
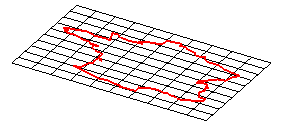
Transformare afină
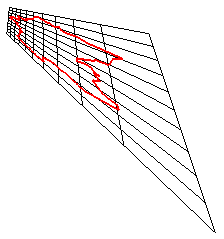
Perspectivă
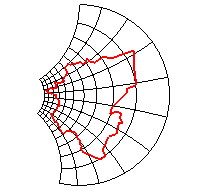
Inversiune față de cerc

- Transformările conforme conservă unghiurile și sunt, în primul rând, asemănări.
- Transformările echiareale, conservă ariile în cazurile bidimensionale sau volumele în cazurile tridimensionale[11] și sunt, în primul rând, transformări afine cu determinantul 1.
- Homeomorfismele⁠(d) (transformări bicontinue) consevă vecinătățile punctelor.
- Difeomorfismele (transformări bidiferențiabile) sunt transformări care în primul rând sunt afine; le conțin pe cele precedente drept cazuri particulare și pot fi detaliate în continuare.[12]

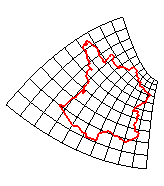
Transformare conformă
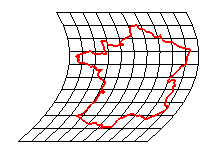
Transformare echiareală
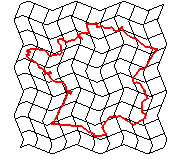
Homeomorfism
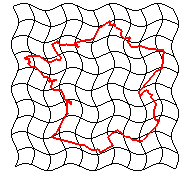
Difeomorfism

Transformările de același tip formează grupuri care pot fi subgrupuri ale altor grupuri de transformări.